# Polystichtis luceres
Polystichtis luceres är en fjärilsart som beskrevs av William Chapman Hewitson 1870. Polystichtis luceres ingår i släktet Polystichtis och familjen Riodinidae. Inga underarter finns listade i Catalogue of Life.